# Estação Ipiranga
A Estação Ipiranga é uma estação ferroviária, pertencente à Linha 10–Turquesa da CPTM, localizada entre o distrito do Ipiranga, na Zona Sul de São Paulo e o distrito da Vila Prudente, localizado na Zona Leste de São Paulo.

## História

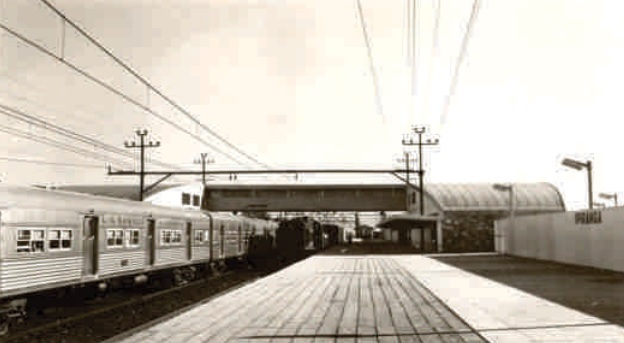
Estação Ipiranga, recém-inaugurada, 1960

A Estação Ipiranga foi aberta em 1 de abril de 1886, com o intuito de servir como estrutura de apoio ao projeto de implantação do Museu do Ipiranga, construído entre 1885 e 1890. Com o passar do tempo, os arredores da estação passaram de um arrabalde alagado pelas várzeas do Rio Tamanduateí para um ponto de atendimento a dois bairros criados às margens da ferrovia na virada do século XX: Ipiranga e Vila Prudente. Depois da Segunda Guerra Mundial, os arredores da estação receberam diversas indústrias. Esse movimento industrial alcançou seu auge na década de 1950, com a chegada da fábrica da Ford Motor Co., em 1953, que implantou desvios ferroviários para atender suas instalações.
A partir dos anos 1950, milhares de trabalhadores passaram a embarcar e desembarcar na Estação Ipiranga, cada vez mais acanhada e obsoleta. Dessa forma, a Estrada de Ferro Santos—Jundiaí contratou a construção de um novo edifício para a estação junto a empresa Enarco. A nova estação foi inaugurada em setembro de 1959. Com o início da desindustrialização, a estação Ipiranga foi perdendo importância, de forma que em seus arredores as velhas indústrias deram lugar a galpões vazios. Esse movimento de migração de plantas industriais para outras localidades atingiu também a fábrica da Ford, desativada em 2001 (sendo a produção transferida para Camaçari, na Bahia). Ao contrário das demais fábricas desocupadas e ainda de pé, a da Ford foi parcialmente demolida, dando lugar a um shopping center.
Desde 1 de junho de 1994, a estação é administrada pela CPTM.

### Projetos

#### Nova estação de trem
Em 11 de maio de 2005, o consórcio de empresas Maubertec/Herjack foi contratado pela CPTM por 845 974 reais (com aditivos, o valor final do contrato foi de 888 036,85 reais) para elaborar projetos de reconstrução das estações Mooca, Ipiranga, Utinga e Prefeito Saladino. Em 29 de março de 2008, os projetos foram entregues. A CPTM inscreveu-os no PAC, sendo contemplada na fase de pré-seleção. Com a crise econômica de 2014, diversos financiamentos do PAC foram cancelados, incluindo o de reconstrução das estações.
Esse projeto voltou à pauta em 2025, quando foi anunciada a concessão das linhas 10, 11 e 12 para a iniciativa privada. Segundo algumas minutas do edital de licitação, além das estações supracitadas, as estações Ribeirão Pires e Rio Grande da Serra também serão incluídas no novo programa de reconstrução de estações. No caso da Estação Ipiranga, será necessário reconstruir as suas bases, com a realização de perfurações no solo para implantar novas vigas de sustentação. Além disso, será feita uma nova via de acesso, pela Avenida Presidente Wilson, e vão ser implantados seis elevadores, 12 escadas rolantes, portas de plataforma e espaço para o estacionamento de bicicletas em paraciclos, visando a integração com a futura estação homônima da Linha 15. Prevê-se também que a nova estação tenha uma plataforma central, ao invés das duas laterais que existem atualmente.

#### Metrô

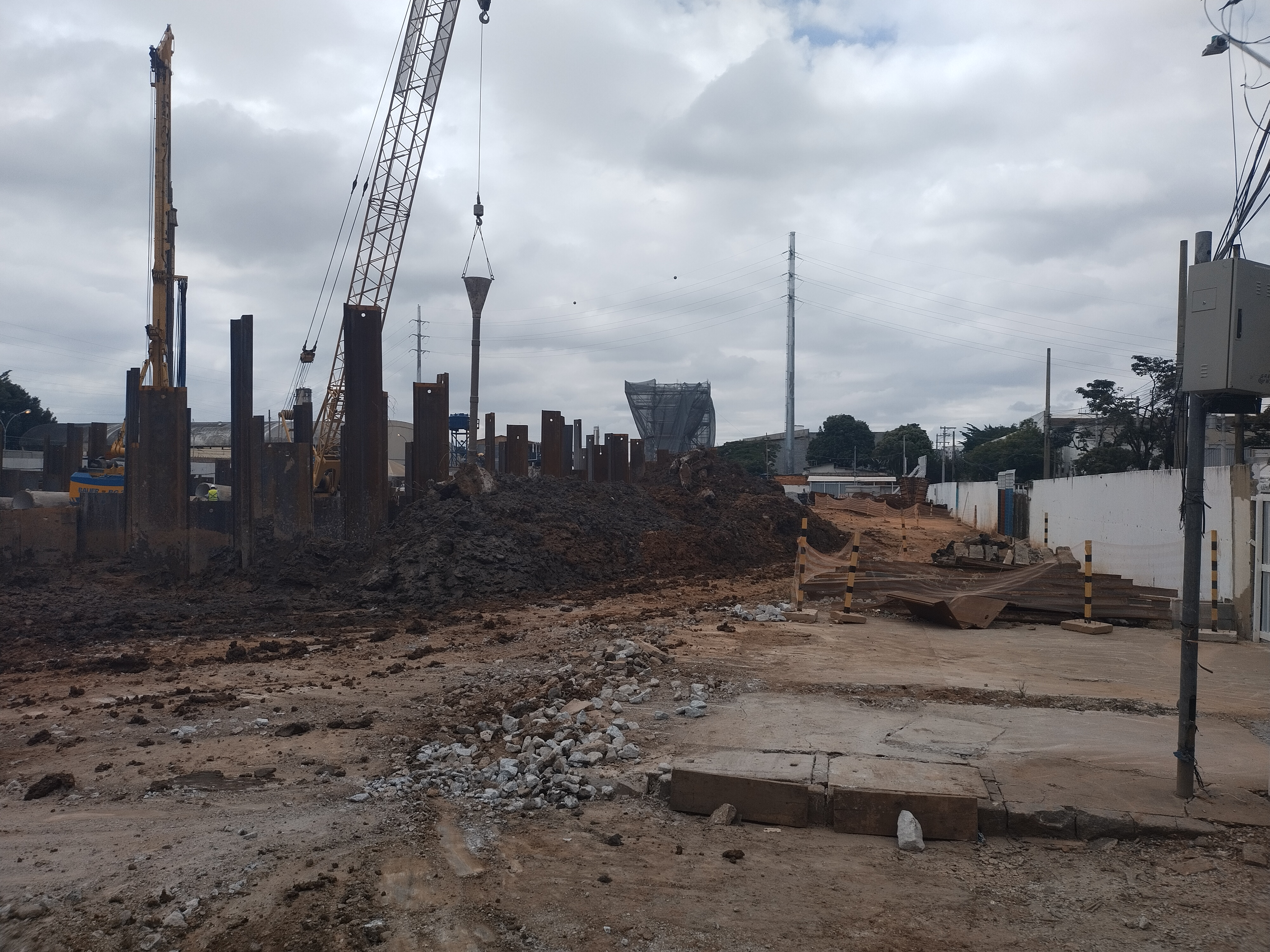
Estação Ipiranga da Linha 15 em obras, janeiro de 2025

##### Linha 15
O Metrô de São Paulo prevê a expansão da Linha 15 entre Vila Prudente e Ipiranga, que funcionará como estação terminal da linha. O primeiro projeto de expansão da Linha 15 até o Ipiranga surgiu em 2012, prevendo-se uma expansão de 1,8 quilômetros entre as estações Vila Prudente e Ipiranga. O governador Geraldo Alckmin anunciou oficialmente o projeto em 30 de agosto de 2013, porém previu a construção de 2,2 quilômetros de novas vias. A justificativa para a expansão era evitar uma superlotação no terminal Vila Prudente.
O projeto funcional da extensão Vila Prudente - Ipiranga foi concluído em 2014. O desenvolvimento do projeto foi afetado pela Crise econômica brasileira de 2014, sendo congelado em agosto de 2015. O projeto foi lentamente retomado em 2017, com a contratação da modelagem em BIM no ano seguinte. O desenvolvimento do projeto da estação Ipiranga em modelagem BIM rendeu a Companhia do Metropolitano de São Paulo o 1º Prêmio BIM da Administração Pública na categoria "Contratante de Infraestrutura".
As obras da Estação Ipiranga da Linha 15 começaram oficialmente em 7 de agosto de 2024, e têm previsão inicial de conclusão para 2027.
| Sigla | Estação  | Inauguração     | Integração | Plataformas | Posição | Notas                               |
| ----- | -------- | --------------- | ---------- | ----------- | ------- | ----------------------------------- |
| IPG   | Ipiranga | 2027 (previsão) | Linha 10   | Laterais    | Elevada | Área construída prevista: 16 mil m² |

##### Linha 5
Outro projeto prevê a expansão da Linha 5 da Estação Chácara Klabin até a Estação Ipiranga, porém sem prazo para realização, por depender de dotação orçamentária.

#### Expresso Tiradentes
O projeto do BRT Expresso Tiradentes prevê a integração da Estação Ipiranga com a estação de trens já existente. No entanto, apenas parte de sua estrutura foi implantada, de forma que não existe prazo para a conclusão deste projeto (embora seja especulado que ele possa ser implantado em conjunto com a futura estação da Linha 15 do Metrô).

## Toponímia
A palavra "Ipiranga" vem do tupi e significa y ("água" ou "rio") + piranga ("vermelho", em referência ao barrento Riacho do Ipiranga, em cujas margens ocorreu a declaração de independência do Brasil).
Em 2010, os deputados estaduais paulistas José Bittencourt e Vaz de Lima tentaram modificar o nome da estação de Ipiranga para Ipiranga–Pastor Alfredo Reikdal, em homenagem a um obscuro líder religioso, porém a proposta acabou arquivada. Segundo um estudo da CPTM na 22.ª Semana de Tecnologia Metroferroviária da Associação dos Engenheiros e Arquitetos de Metrô (AEAMESP), o custo de modificação do nome de uma estação de metrô ou de trem metropolitano intermediária como a Ipiranga é de cerca de 620 mil reais, razão por que a empresa ferroviária evita renomear suas estações, salvo por força de lei.

## Características
| Sigla | Estação  | Inauguração        | Integração               | Plataformas | Posição    | Notas                           |
| ----- | -------- | ------------------ | ------------------------ | ----------- | ---------- | ------------------------------- |
| IPG   | Ipiranga | 1 de abril de 1886 | Bilhete Único da SPTrans | Laterais    | Superfície | Estação reconstruída pela RFFSA |

## Diagrama da estação
| 1 |

|  | ↑ a ↑ |

|  | ↕ b ↕ |

|  | ↓ c ↓ |

| 2 |

| 1 |

|  | ↑ a ↑ |

|  | ↕ b ↕ |

|  | ↓ c ↓ |

| 2 |

| 1 |

|  | ↑ a ↑ |

|  | ↕ b ↕ |

|  | ↓ c ↓ |

| 2 |

| 1 |

|  | ↑ a ↑ |

|  | ↕ b ↕ |

|  | ↓ c ↓ |

| 2 |

## Funcionamento da linha
| Linha       | Terminais                 | Estações | Principais destinos                                                                                              | Duração das viagens (min) | Intervalo entre trens (min) | Funcionamento da estação                                              |
| ----------- | ------------------------- | -------- | --- | ------------------------- | --------------------------- | --------------------------------------------------------------------- |
| 10 Turquesa | Luz ↔ Rio Grande da Serra | 31       | Franco da Rocha, Caieiras, São Paulo, São Caetano do Sul, Santo André, Mauá, Ribeirão Pires, Rio Grande da Serra | 128                       | 6                           | Diariamente, das 4 às 0 horas; aos sábados, das 4 à 1 hora de domingo |